# Huadian
Huadian (桦甸 ; pinyin : Huàdiàn) est une ville de la province du Jilin en Chine. C'est une ville-district placée sous la juridiction administrative de la ville-préfecture de Jilin.

## Démographie
La population du district était de 440 669 habitants en 1999.

## Divisions administratives
Sous-districts:
- Minghua (明桦街道), Yongji (永吉街道), Shengli (胜利街道), Qixin (启新街道), Xinhua (新华街道)

Villes:
- Hongshi (红石镇), Baishan (白山镇), Jiapigou (夹皮沟镇), Erdaodianzi (二道甸子镇), Badaohezi (八道河子镇), Yumuqiaozi (榆木桥子镇), Laojinchang (老金厂镇), Changshan (常山镇)

Autres:
- Gongji (公吉乡), Huajiao (桦郊乡), Jinsha (金沙乡), Huashulinzi (桦树林子乡), Huanan (桦南乡), Sumigou (苏密沟乡), Beitaizi (北台子乡), Hengdaohezi (横道河子乡)